# Black Arrow
Pour les articles homonymes, voir The Black Arrow.
Black Arrow, aussi surnommé « The Lipstick Rocket » (litt. « la fusée rouge à lèvres ») à cause de son apparence très particulière, est un lanceur britannique développé dans les années 1960 et qui a été utilisé à quatre reprises entre 1969 et 1971. Seul le dernier tir, chargé de placer en orbite le satellite scientifique Prospero X-3, fut un succès. Ce lancement constitue l'unique mise en orbite d'un satellite du Royaume-Uni réalisé par une fusée de fabrication nationale. Le développement du lanceur sera arrêté après le quatrième tir au profit du lanceur américain Scout jugé moins coûteux par le gouvernement britannique de l'époque.

## Historique
La construction du lanceur Black Arrow est réalisée à l'initiative du Royal Aircraft Establishment : celui-ci propose de construire un lanceur capable de placer une charge de 144 kg en orbite basse afin de mettre au point les techniques nécessaires à l'envoi de vaisseaux plus lourds. À l'automne 1964, le programme reçoit le feu vert du ministre de l'aviation conservateur Julian Amery mais à la suite des élections en octobre de la même année qui portent les travaillistes au pouvoir, le projet est gelé dans le cadre d'un programme de réduction des dépenses. Après de nouvelles élections, le gouvernement donne son accord avec plusieurs amendements dont la réduction du nombre de tirs d'essais de cinq à trois.
L'essentiel des techniques et des systèmes utilisés sur le lanceur Black Arrow avaient été mis au point sur la fusée Black Knight et le missile de croisière Blue Steel. Le nouveau lanceur est conçu de manière à réutiliser les techniques déjà maitrisées pour réduire les coûts et simplifier le processus de développement. Les équipes du programme Black Knight ont été transférées en grande partie sur le programme du lanceur.
Les premiers développements sont réalisés par la société Saunders-Roe qui fusionne avec Westland Aircraft en 1964. Westland devient dans ce contexte l'industriel chef de file du projet et assemble les deux premiers étages à East Cowes sur l'Île de Wight. Bristol Siddeley (en) construit les moteurs des premier et deuxième étages dans son usine de Ansty dans le Warwickshire. Bristol Aerojet (en) produit le troisième étage dans le Somerset. I
Le dernier vol de la fusée a été le premier et le seul lancement orbital réussi par le Royaume-Uni et a placé le satellite Prospero en orbite basse.
Le programme est abandonné après seulement quatre lancements qui ont tous eu lieu depuis la Zone interdite de Woomera en Australie en faveur de l'utilisation de fusées américaines Scout, après que le ministère de la Défense britannique ait calculé comme étant moins coûteux que le maintien du programme Black Arrow.

## Caractéristiques techniques
Black Arrow est une fusée de 13 m de haut pesant 18,1 t, capable de lancer 135 kg en orbite basse. Elle comporte trois étages. Le premier, d'une longueur de 5,9 m pour un diamètre de 2 m, pèse 14,1 t. Il fonctionne durant 125 secondes, propulsé par un moteur-fusée Gamma 8 à huit chambres de combustion et huit tuyères. Sa poussée est comprise entre 218 kN et 251 kN. Les moteurs sont montés par paires sur des cardans à un axe, avec deux paires orientées perpendiculairement aux deux autres de façon à assurer une poussée vectorielle sur les trois axes de roulis, tangage et lacet.

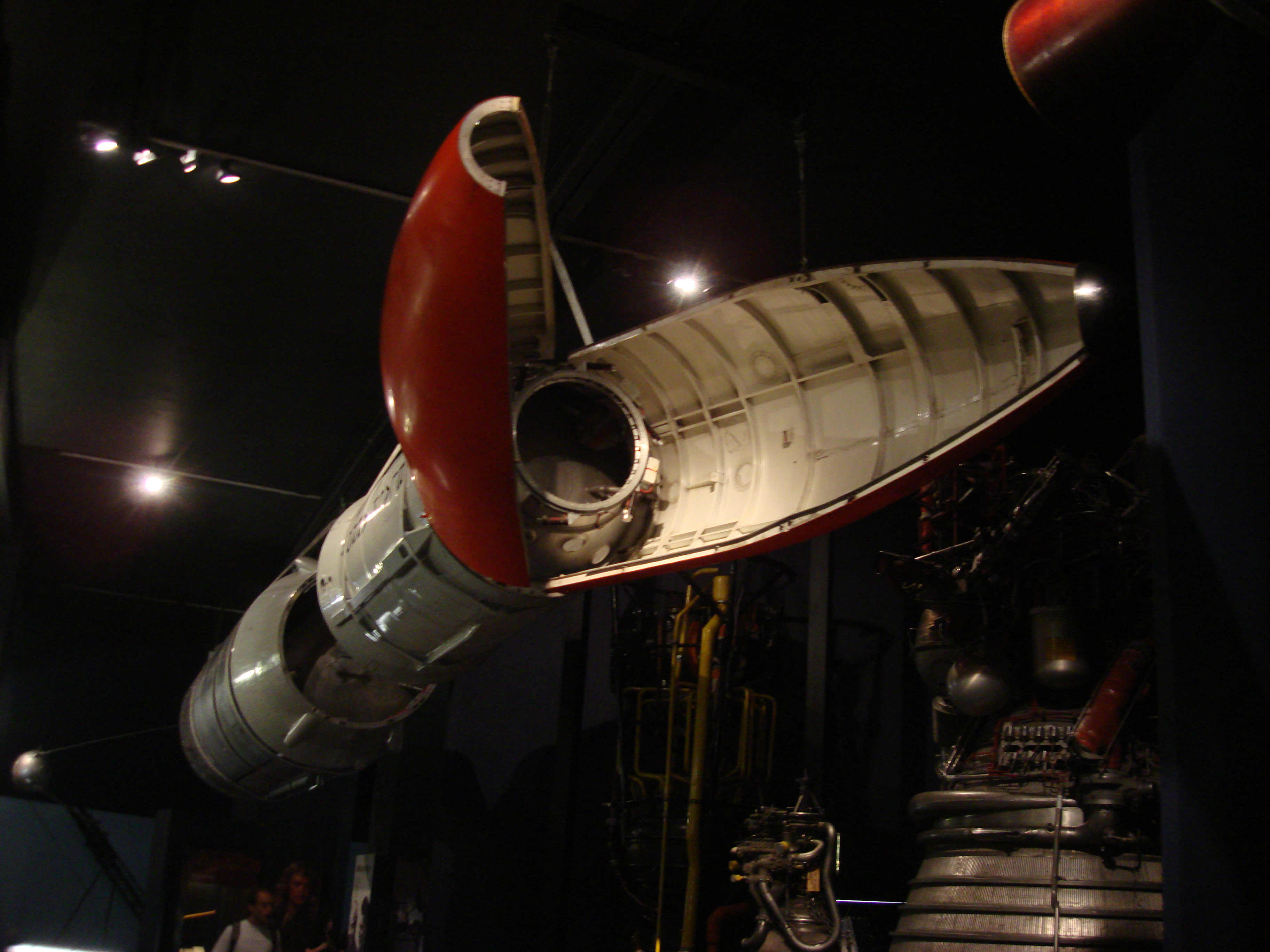
Les deux derniers étages exposés au Science Museum de Londres.

Le deuxième étage, d'une hauteur de 3,55 m pour un diamètre de 1,37 m, pèse 3,5 t. Le moteur est le même que celui du premier étage mais avec seulement deux chambres de combustion et deux tuyères d'une poussée totale de 68 kN, montées solidairement sur cardan deux axes. Les deux premiers étages brûlent un mélange hypergolique de kérosène et de peroxyde d'hydrogène à haute concentration.
Le troisième étage pèse 500 kg pour un diamètre de 71 cm et une hauteur de 1,3 mètre. Il est équipé d'un moteur à propulsion solide Waxwing (en) d'une poussée de 21 kN durant 30 secondes, allumé après que l'étage a été mis en rotation rapide (180 tr/min).

### Source
- (en) Cet article est partiellement ou en totalité issu de l’article de Wikipédia en anglais intitulé « Black Arrow » (voir la liste des auteurs).